# 三菱地所ハウスネット
三菱地所ハウスネット株式会社（みつびしじしょハウスネット、英:   Mitsubishi Jisho House Net Co.,Ltd.）は、東京都新宿区に本社を置く、流通系の不動産会社。三菱地所のグループ会社で住まいの売買仲介・賃貸管理・賃貸仲介サービスを首都圏・中京圏・京阪神・広島・福岡で展開している。

## 概要
三菱地所ハウスネットは、1984年7月に藤和不動産流通サービス株式会社として設立され、三菱地所グループの住宅流通部門、賃貸部門の事業を主に担っていた。
2011年4月に現在の三菱地所ハウスネット株式会社へと社名変更し、2013年6月にはグループ内で共に住宅流通部門を担ってきた「三菱地所リアルエステートサービス」と事業再編を実施した。この事業再編により、三菱地所ハウスネットが主に個人向けの住宅売買・賃貸仲介事業を担い、三菱地所リアルエステートサービスは主に法人向け事業を担うことになった。

## 沿革
- 1976年 - 藤和不動産（現・三菱地所レジデンス）の不動産センターとして不動産仲介事業をスタート。
- 1984年 - 藤和不動産流通サービスとして独立。
- 2001年 - 関西営業部設立。
- 2004年 - 名古屋営業部設立。
- 2009年 - 広島営業部設立。
- 2011年 - 三菱地所ハウスネット株式会社に商号変更[2]。
- 2013年 -「三菱地所の住まいリレー」誕生。
- 2020年 - アーバンライフ住宅販売株式会社を吸収合併[3]。